# Peintres en Bretagne
 (août 2008).
 (décembre 2016).
Améliorez-le ou discutez des points à vérifier. 
 (août 2008).
Si vous disposez d'ouvrages ou d'articles de référence ou si vous connaissez des sites web de qualité traitant du thème abordé ici, merci de compléter l'article en donnant les références utiles à sa vérifiabilité et en les liant à la section « Notes et références ».
La Bretagne a de tout temps inspiré les peintres : Gauguin, Matisse, Corot, Renoir, Boudin, Monet.
Camille Corot tomba amoureux de Batz-sur-Mer, William Turner s'extasia devant le port de Nantes, Pablo Picasso dédia sa Baigneuse au musée des Beaux-Arts de Rennes, Victor Vasarely reconnut "dans les galets polis par le va-et-vient rythmé des marées, la géométrie interne de la nature".

## Pont-Aven et le Finistère

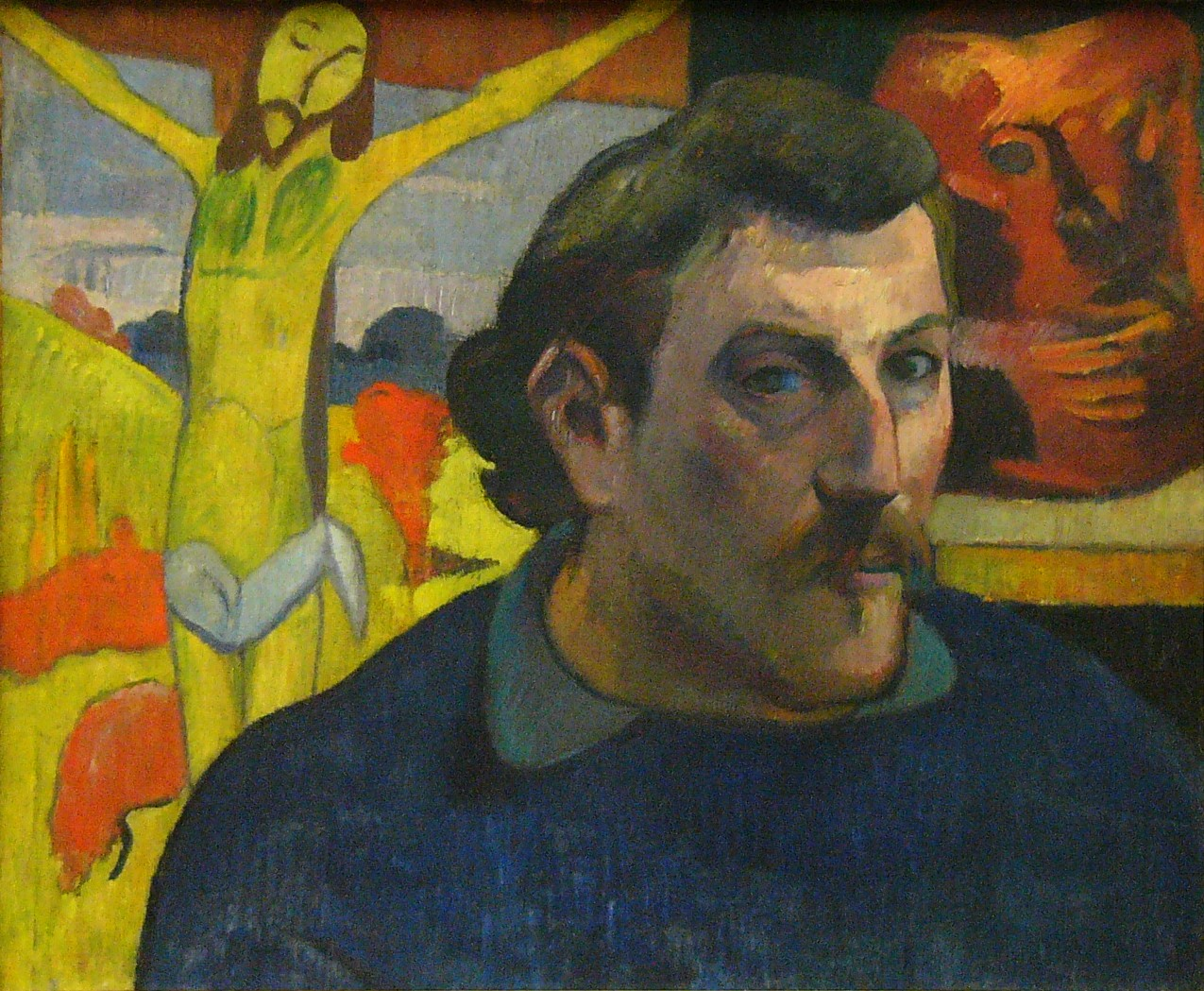
Paul Gauguin, Autoportrait au Christ jaune, 1889, Musée d'Orsay.

Sur les bords de l'Aven, on retrouve les lieux qui ont inspiré les peintres. Dans la petite chapelle de Trémalo, Paul Gauguin a découvert le Christ jaune. Si le tableau est exposé à New York, le modèle, en bois polychrome, est resté sur place. Pont -Aven a également inspiré Émile Bernard et Paul Sérusier. On parle d'École de Pont-Aven.
L'aubergiste bretonne Marie-Angélique Satre (1868-1932) alias « La Belle Angèle » fut immortalisée en 1889 par Paul Gauguin dont l'œuvre La Belle Angèle, écrite en lettres majuscules sur la toile, trône actuellement au musée d’Orsay.
La ville de Concarneau a aussi inspiré les artistes internationaux : le port, les sardineries et la vie quotidienne des pêcheurs ont été leurs sujets de prédilection. 
Eugène Boudin, a préféré Douarnenez et ses falaises.
Évariste-Vital Luminais a imaginé en 1884 La fuite du roi Gradlon dans un tableau du Musée des Beaux-Arts de Quimper.
Le sud Finistère est aussi la région des enclos paroissiaux. On peut contempler l'imposant Calvaire de Tronoën de Jacques Guiaud, exposé au musée des Beaux-Arts de Brest.

## Belle-Ile-en-Mer

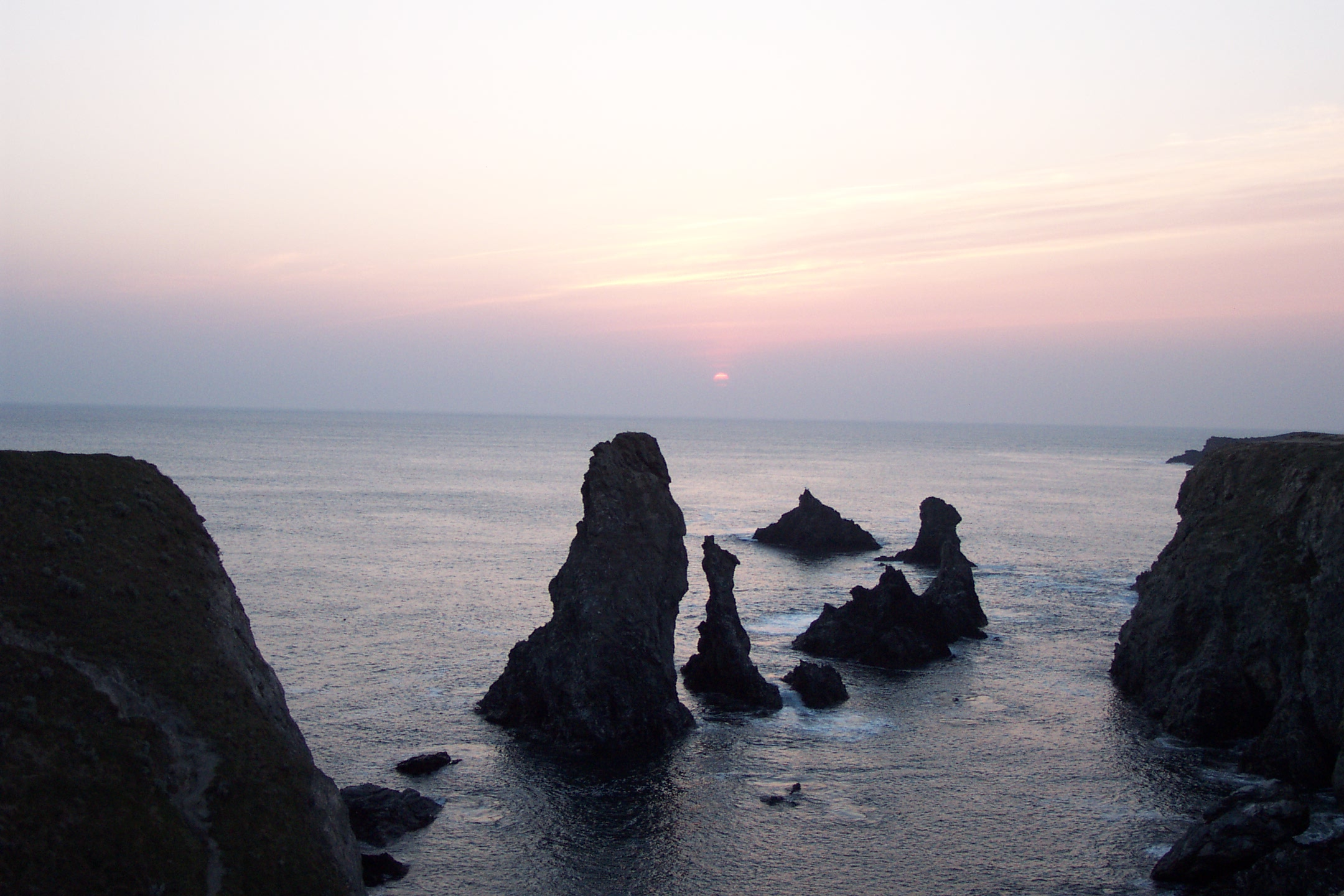
Les aiguilles de Port-Coton.

Bouleversé par le caractère sauvage de l'île, Claude Monet s'y installa en 1886. Des aiguilles de Port-Coton jusqu'aux roches de Port-Gouphar et à la plage de Port-Donan, il est possible de revenir sur les pas du maître de l'impressionnisme et de retrouver les lieux inchangés où il a posé son chevalet. Après son passage, l'endroit devint l'un des foyers picturaux bretons. Henri Matisse, Charles Cottet, Maxime Maufra, Marcel Gromaire, ont sillonné l'île pour donner leur propre vision de la côte sauvage.
Aujourd'hui Belle-Ile inspire encore de nombreux artistes peintres, comme Émile Rocher, dont les œuvres transpositionnistes figurent dans des collections publiques en Bretagne, notamment au Musée des Beaux Arts de Brest, au Musée du Faouët, ou encore au Conseil Régional de Bretagne

## Saint-Malo
Dès la fin du XVIIe siècle, peintres et graveurs se sont succédé dans la cité corsaire d'Ille-et-Vilaine. Paul Signac y a réalisé Le Trois-mâts jaune, Eugène Isabey a laissé au musée du Louvre ses Remparts et roches à Saint-Malo, tandis que James Wilson Morrice a préféré La Plage. À Saint-Briac, Auguste Renoir a peint la Jeune gardienne de vaches.

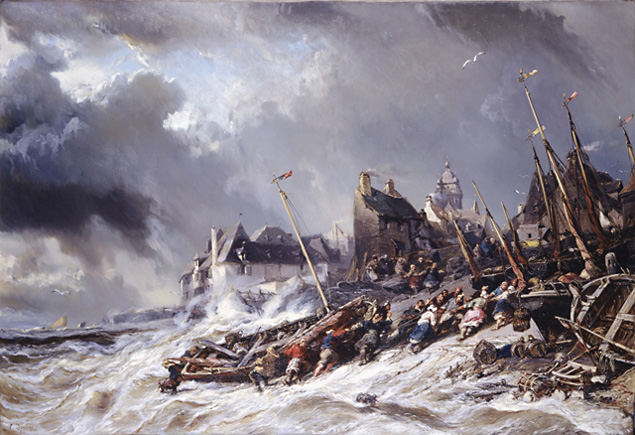
Tempête devant Saint-Malo par Eugène Isabey.
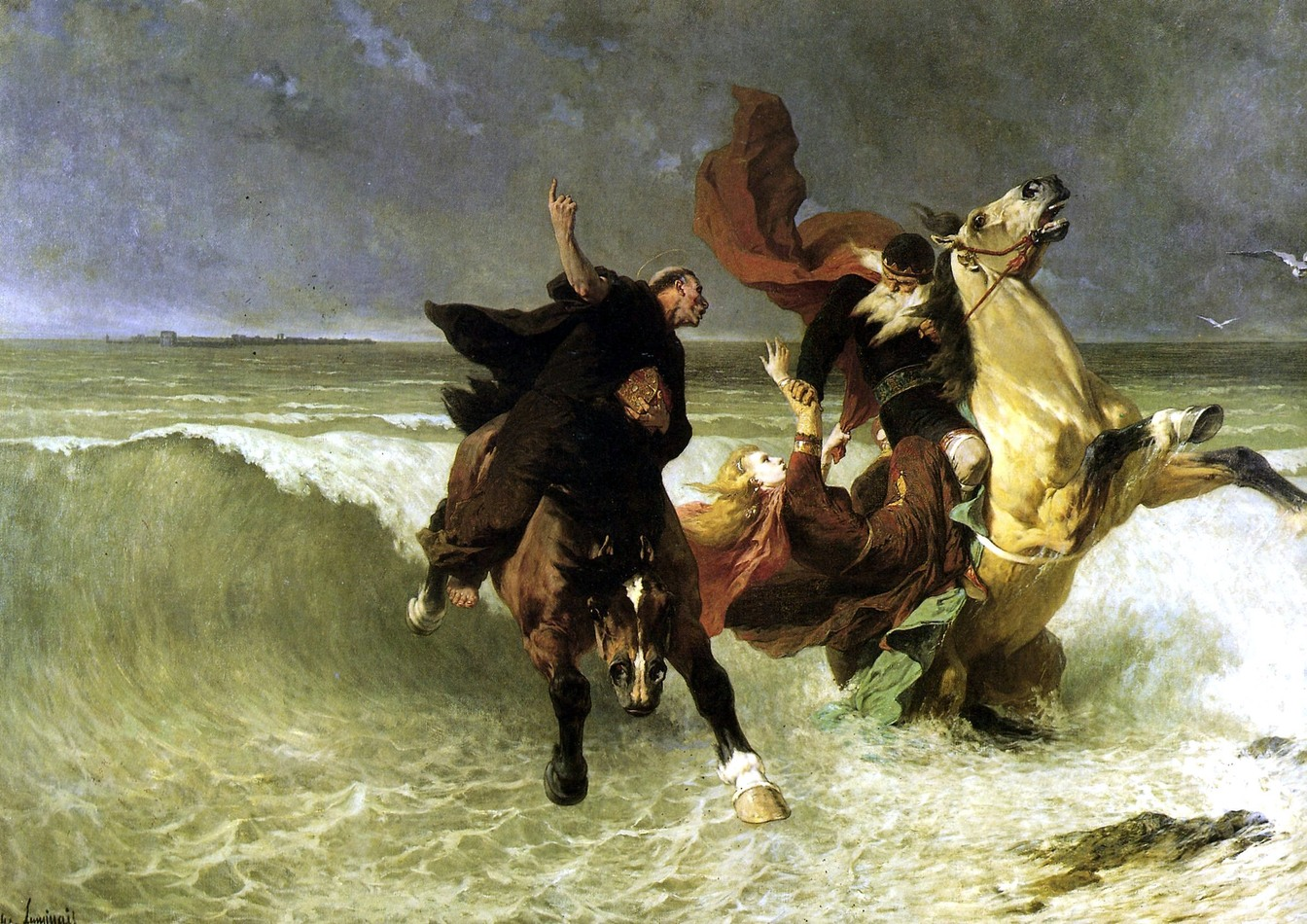
Saint Guénolé demandant à Gradlon d'abandonner sa fille, E. V. Luminais, 1884 (Musée des Beaux-Arts de Quimper).